# Adass-Jisroel-Friedhof

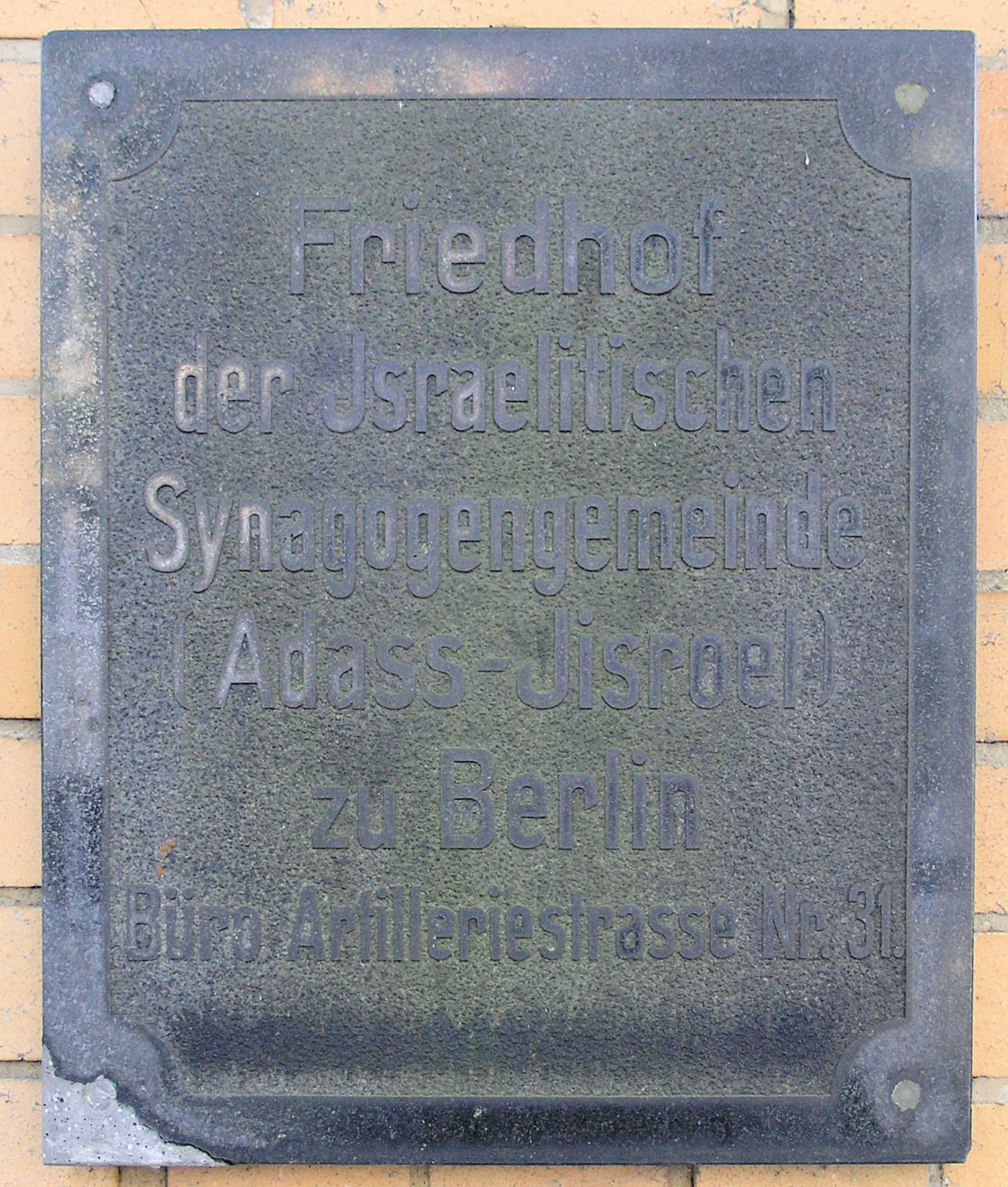
Tafel am Friedhofseingang Wittlicher Straße 2 in Berlin-Weißensee

Der Adass-Jisroel-Friedhof ist ein jüdischer Begräbnisplatz in Berlin-Weißensee. Er war der Friedhof der Gemeinde Adass Jisroel zu Berlin. Gelegen an der Wittlicher Straße wurde er als Gartendenkmal in die Berliner Liste aufgenommen.

## Geschichte
Die 1869 gegründete orthodoxe Gemeinde erwarb am 22. Dezember 1873 ein eigenes Gelände im damals weit vor den Toren der Stadt liegenden Dorf Weißensee. Mit Verabschiedung des Austrittsgesetzes vom 28. Juli 1876 wurde es den Mitgliedern von Adass Jisroel unmöglich, die Verstorbenen auf den Friedhöfen der Hauptgemeinde beisetzen zu lassen. Als Erster wurde Abraham Michelson am 24. Februar 1880 auf dem neuen Friedhof beigesetzt, etwa zeitgleich mit den ersten Bestattungen auf dem neuen, nur zwei Kilometer entfernten Friedhof der Jüdischen Gemeinde zu Berlin, der sich zum größten jüdischen Friedhof Europas entwickeln sollte. Bis zur Zerstörung der Gemeinde in der Zeit des Nationalsozialismus fanden etwa 3000 Beerdigungen statt. Die letzte Bestattung, in einer Geniza, galt einer nicht geringen Anzahl von Torarollen, die während der Zeit des Nationalsozialismus geschändet worden waren.
Nach dem Zweiten Weltkrieg verfiel der Friedhof zunehmend. In der zweiten Hälfte der 1980er Jahre, als auch das Gemeindeleben von Adass Jisroel in Ost-Berlin wieder neu aufgenommen wurde, wurde er durch Freiwillige notdürftig wieder instand gesetzt und so vor dem weiteren Verfall bewahrt. Daran beteiligt war die Sektion Theologie der Humboldt-Universität zu Berlin, die auf dem Friedhof ihren FDJ-Studenteneinsatz durchführte.
Der Friedhof ist normalerweise abgesperrt, spontane Besuche sind nicht möglich. Sie können nur in Absprache mit der Friedhofsverwaltung in Berlin-Mitte erfolgen. Die Verwaltung weist darauf hin, dass dies nur für nahe Angehörige möglich gemacht wird. Zwischen 1985 und 1989 wurde durch den Stadtbezirk Weißensee eine Stelle für einen Friedhofsverwalter finanziert, der den Begräbnisplatz von Montag bis Freitag und an Sonntagen geöffnet hielt.

## Gräber bekannter Persönlichkeiten
- Siegmund Breitbart (1893–1925), der Eisenkönig
- Esriel Hildesheimer (1820–1899), Rabbiner
- Jacob Pleßner (1871–1936), Bildhauer
- Fünf Mitglieder der Schocken-Familie. Für zwei entwarf Erich Mendelsohn die Grabsteine.